# Adam Friedrich von Brandenstein
Adam Friedrich von Brandenstein (* 4. Juni 1660 in Krölpa; † 2. Dezember 1728 in Hermsdorf) war ein königlich-polnischer und kurfürstlich-sächsischer Generalleutnant und Rittergutsbesitzer.

## Leben und Werk
Er stammte aus der thüringischen Adelsfamilie von Brandenstein und war der Sohn des Rittergutsbesitzers Hans Veit von Brandenstein. Wie mehrere Mitglieder seiner Familie trat er in den Dienst des König-Kurfürsten August des Starken, der ihn im Oktober 1705 zum Generalmajor befördern ließ. Am 9. August 1715 stieg er zum Generalleutnant auf. Außerdem erhielt er den Titel eines Geheimen Rates verliehen.
Von 1711 bis 1742 war von Brandenstein Mitglied des Landtages: 1711, 1716 und 1742 als Mitglied der Allgemeinen Ritterschaft, 1718 und 1722 als Mitglied des Weiteren und 1725 bzw. 1728 als Mitglied des Engeren Ausschusses.
Er heiratete Gisela Sophia von Holzendorf, aus dem Haus Thalwitz. Das Paar hatte fünf Töchter und einen Sohn, darunter:
- Anna Elisabeth ⚭ Christoph Gottdank von Hackeborn († 1730), Oberst
- Friedrich August († 1743), Oberküchenmeister